# Sapingia adspersoides
Sapingia adspersoides är en insektsart som beskrevs av Rauno E. Linnavuori 1956. Sapingia adspersoides ingår i släktet Sapingia och familjen dvärgstritar. Inga underarter finns listade i Catalogue of Life.